# Zaglossus oweni
El zagloso de Owen (Zaglossus oweni) es una especie extinta mamífero monotrema. Podría tratarse de Megalibgwilia ramsayi.